# Villard-Sallet
Villard-Sallet é uma comuna francesa na região administrativa de Auvérnia-Ródano-Alpes, no departamento de Saboia. Estende-se por uma área de 3,14 km². Em 2010 a comuna tinha 294 habitantes (densidade: 93,6 hab./km²).